# Vijenac (planina)
Vijenac je planina u Bosni i Hercegovini.
Nalazi se u zapadnom dijelu BiH, u regiji Završju (Tropolju), između Drvarske i Prekajske kotline Unca i Grahovskog polja. Najviši vrh se nalazi na 1540 metara nadmorske visine.
Prostire se u općini Bosanskom Grahovu.